# 핀어군
핀어군(Finnic languages) 또는 발트핀어군(Baltic Finnic languages)은 우랄어족의 하나의 어군으로, 주로 핀란드, 에스토니아, 러시아에 걸쳐 사는 7백만명 가량의 발트핀족 사람들이 이 어군에 속한 언어를 사용하고 있다.
핀란드어, 에스토니아어, 카렐리야어가 가장 대표적이다. 또한 잉그리아어, 버로어 등이 있지만 사용인구가 많지 않아 언어들이 조금씩 사라지고 있는 상황이다. 리브어의 마지막 사용자가 2013년 사망함으로써 사어가 된 것이 대표적인 예다. 메앤키엘리, 크벤어와 같이 스칸디나비아 지방에서도 쓰이는 언어가 있는데, 이 두 언어는 핀란드어의 방언으로도 여겨진다. 이 언어를 핀란드어와 에스토니아어로 크게 갈라 놓는 기준은 핀란드만이며 그 사이의 지역에서는 러시아어의 지위가 지배적이다.

## 하위 분류
| 남부 핀어군 - 에스토니아어 - 버로어 - 리보니아어 † - 보트어 | 북부 핀어군 - 핀란드어 - 메앤키엘리 - 크벤어 - 잉그리아어 - 카렐리야어 - 류디어 - 벱스어 |